# Вольская, Матрёна Исаевна
Матрёна Иса́евна Во́льская (6 ноября 1919, Духовщинский уезд, Смоленская губерния — 23 декабря 1978, Смольки, Горьковская область) — советская учительница, участник Великой Отечественной войны, партизанка. Известна тем, что в ходе более чем двухсоткилометрового пешего перехода через линию фронта, а также по прифронтовой полосе, вывела более 3 тысяч подростков Смоленской области в советский тыл, чтобы избавить их от угона немцами на работу в Германию.

## Биография
Родилась 6 ноября 1919 года в деревне Задириха (исчезнувшая деревня на территории современного Булгаковского сельского поселения) Духовщинского уезда Смоленской губернии в бедной крестьянской семье. Материальное положение семьи было столь плохим, что Матрёне не в чем было ходить в школу, так что она начала учиться с опозданием и начальное образование получала экстерном.
В 1934 году Матрёна окончила начальную школу в деревне Булгаково, в 1937 году — семилетнюю школу в Басино. Год проработала в этой же школе библиотекарем, после чего поступила на заочное отделение Дорогобужского педагогического техникума. С 1938 года работала учителем начальных классов. Вышла замуж за коллегу, учителя математики и физики Басинской школы Вольского Михаила Архиповича (20.09.1913—23.02.1990).
В июне 1941 года Матрёна Исаевна окончила техникум, получив среднее педагогическое образование.

### Подполье
Через месяц после начала Великой Отечественной войны Басино оказалось занято немецкими войсками. Сразу после начала оккупации супруги Вольские стали активными членами подполья, которое занималось сбором оружия, распространением листовок, помощью беженцам и окруженцам. С сентября по ноябрь 1941 года в доме Вольских находилась конспиративная квартира секретаря Духовщинского райкома ВКП(б) П. Ф. Цуранова, который руководил созданием подпольной сети в районе, Матрёна Вольская выполняла его задания и поручения.
В конце ноября супруги Вольские вместе с другими членами подпольной группы ушли в партизанский отряд.

### Партизанка
После контрнаступления Красной армии под Москвой партизанское движение в Смоленской области заметно активизировалось. Более 20 отдельных отрядов в шести районах области были объединены в партизанское соединение «Батя» под командованием опытного партизана Никифора Коляды. К лету 1942 года соединение освободило от немцев более 230 населённых пунктов, сформировав Северо-Западный партизанский край на территории в более чем 3600 квадратных километров, где фактически была восстановлена советская власть. Действовали райкомы партии и ВЛКСМ, райисполкомы, сельсоветы, колхозы, дети посещали школы, печаталась «Комсомольская правда». Партизанский край имел выход в советский тыл через так называемые «слободские ворота» в районе села Слобода, где в линии фронта имелся разрыв.
Матрёна Вольская служила связной, также участвовала в боевых действиях, за героизм в бою 5 марта 1942 года у деревни Закуп была представлена к награде. В июне 1942 года её перевели в отряд Духовщинского райкома и райисполкома, где она выполняла обязанности инструктора районо.
Летом 1942 года партизаны получили информацию, что немцы планируют карательную операцию, предусматривающую, в том числе угон населения в Германию, в первую очередь подростков. Руководство партизанского соединения приняло решение эвакуировать в советский тыл детей и подростков, которые могли бы быть отправлены в Германию в случае вторичной оккупации. Партизаны разработали маршрут для перехода, определили пункты питания, согласовав операцию с командованием 4-й ударной армии, в расположение которой должна была выйти колонна. Руководство колонной с детьми возложили на Матрёну Вольскую, в помощь ей определили учительницу Варвару Сергеевну Полякову и медсестру Екатерину Ивановну Громову. Ни одной из женщин не было на тот момент и 25 лет, кроме того, Вольская была беременна.

### Поход
В ночь с 22 на 23 июля от деревни Елисеевичи вышло около полутора тысяч детей, при которых было всего трое взрослых. Им предстояло пройти более двухсот километров скрытными путями через леса, болота, между минных полей до станции Торопец Калининской области, освобождённой от врага в январе 1942 года. В переход брали тех, кому исполнилось минимум 10 лет, опасаясь, что дети моложе попросту не смогут пройти такой путь, самым старшим было 16-17 лет. Варвара Полякова позднее в интервью признавалась, что не верила, что поход кончится успешно и они дойдут.
Колонна с детьми растянулась на несколько километров. Для возможности хоть как-то ей управлять, детей разделили на три группы. Впереди со старшими ребятами шла Матрёна Вольская, затем с детьми среднего возраста Варвара Полякова, замыкающими шли самые младшие под руководством Екатерины Громовой. Каждую группу дополнительно разбили на отряды по 40-50 человек, во главе которых поставили ребят постарше, назначили связных между группами. Уже на первой ночёвке Вольскую через связного вызвали в штаб партизанского соединения, где сообщили, что немцы разбомбили лежнёвку, по которой предполагалось переходить болото, лежащее на пути через линию фронта. Пришлось менять маршрут и вести детей более сложной дорогой, через топи, перебраться через которые помогали проводники из партизан. Местами дорога была так плоха, что её приходилось ремонтировать своими силами, чтобы могли пройти подводы с поклажей.
На следующую ночь Матрёна Исаевна, разместив детей на привал, отправилась в разведку, проверяя безопасность пути. Однако обеспечить безопасность в прифронтовой полосе было сложно. Когда 25 июля колонна добралась до деревни Жируны, оказалось, что колодцы отравлены, а немцы находятся всего в 10-15 километрах, поэтому пришлось, несмотря на общую усталость, уходить дальше в лес, причём вскоре после оставления деревни её стала обстреливать артиллерия. И вновь, пока все отдыхали, Матрёна ушла вперёд на 20-25 километров, уточняя дорогу, по которой предстояло вести детей, искала броды через реки Ельшу и Межу. Только на следующий день, впервые с выхода, Матрёне удалось немного поспать, пока её подвозил солдат на попутной повозке, обратный путь она проделала пешком, чтобы с темнотой колонна могла выйти в путь. 27 июля при подходе к деревне Ильино, где предполагалось получить продукты, оказалось, что село бомбят немцы, вновь пришлось скрываться в лесу.
По мере продвижения к колонне примыкали новые и новые группы детей из встречавшихся по пути деревень и сёл, так что уже к концу третьего дня в колонне насчитывалось более двух тысяч детей. Взятые с собой съестные припасы быстро закончились, приходилось питаться тем, что находили по пути: ели щавель, заячью капусту, одуванчик, подорожник, различные ягоды. Большую проблему представляла жажда: встречавшиеся по пути источники и колодцы были либо отравлены: немцы сбрасывали в них трупы, либо минированы. 28 июля измученные жаждой дети вышли к Западной Двине, где попали под обстрел немецких истребителей, была ранена одна из девочек. 29 июля колонну встретили четыре высланных навстречу грузовика, на которые погрузили около двухсот самых ослабленных ребят. Остальным, чтобы преодолеть остававшиеся до станции 60 километров, потребовалось ещё трое суток. Однако эвакуационный состав ещё не был готов, погрузка в эшелон началась лишь в ночь на 5 августа. До самого отправления на станцию подходили новые и новые группы детей, в вагоны село уже 3240 ребят.
К этому времени дети совсем ослабели, заготовленных для них продуктов оказалось много меньше, чем требовалось. Так приготовленных на станции Бологое 500 кг хлеба хватило, чтобы выдать лишь по 150 граммов каждому ребёнку. И даже помощь в виде 100 кг сухарей от стоявшего на соседних путях эшелона с красноармейцами не сильно улучшила ситуацию. У многих начались кишечные заболевания, конъюнктивит, кровоточение дёсен. Вольская поняла, что до Урала, куда первоначально предполагалось вывезти детей, многие просто не доедут живыми, и стала со станций рассылать телеграммы в крупные города по пути следования с просьбой принять детей. Согласием ответил Горький, куда поезд прибыл утром 14 августа, его встречали представители администрации города с врачами. Многих детей пришлось выносить на носилках.
Точное число детей, проведённых Вольской через линию фронта, остаётся неизвестным. При жизни Матрёны Исаевны журналисты и общественные деятели не смогли обнаружить документы, подтверждающие факт приёма-передачи детей, их отсутствие стало препятствием для представления Вольской к государственным наградам. Книга «Операция „Дети“», вышедшая в 1986 году, сообщает, что в акте приёмки было отмечено: «Дети имеют ужасный вид, совершенно не имеют одежды и обуви», там же указано, что «Приняли от Вольской 3225 детей», и сообщалось, что не довезла Матрёна Исаевна лишь 15 человек, которые оставили эшелон в Ярославле, решив вернуться домой. В то же время, в Городецком историко-художественном музейном комплексе имеется документ «Воспоминания Вольского Михаила Архиповича и Вольской Матрёны Исаевны, бывших партизан I отряда I бригады соединения „Батя“». Согласно ему «В эшелоне было до 4000 детей всего из четырёх районов. Матрёна Исаевна, опухшая от недоедания и с отёками на ногах, привезла и сдала 1219 человек, остальные были оставлены в больницах по пути следования, а часть погибла при бомбёжках». Определить, относится ли указанное число привезённых ко всему эшелону или только к детям, которые изначально вышли из Елисеевичей, в настоящее время невозможно.
В Горьком детей сначала распределили по госпиталям и больницам, затем по школам и ремесленным училищам, позже — на различные предприятия. В дальнейшем многие вернулись на родину, но некоторые так и остались в Горьком и иных городах области. Операция стала первой в череде подобных, её также называют крупнейшей за историю войны. Всего же только на Смоленщине за линию фронта было выведено более 13,5 тысяч подростков.

### Дальнейшая жизнь
Матрёна Исаевна получила направление на работу в Городецкий район, год проработала в Артюхинской школе. С 1 сентября 1943 и до конца 1976 учебного года преподавала в начальных классах Смольковской средней школы. За педагогический труд была награждена значком «Отличник народного просвещения».
Весь поход Матрёна Исаевна прошла будучи беременной, после очень тяжело рожала, родила сына. После окончания войны и демобилизации к ней приехал её муж, Михаил Архипович. Всего у супругов родилось четверо детей.
1 сентября 1942 года за боевые заслуги в рядах партизанского отряда Матрёна Вольская была награждена орденом Красного Знамени, при этом за операцию по спасению детей никаких государственных наград она не получила. Жила скромно, об участии в столь масштабной операции долгое время никому не рассказывала. Также молчали и её помощницы, Варвара Полякова и Екатерина Громова, после войны вернувшиеся в Смоленскую область. Никто из них не считал своё дело подвигом.

### Признание
История получила известность лишь в 1975 году при подготовке празднования тридцатилетия победы. Редакторы центрального телевидения при подготовке цикла передач «Летопись Великой Отечественной войны» нашли несколько участников похода, приехали в Смольки. Было записано интервью с Матрёной Исаевной, однако плёнка со звуковой дорожкой была утрачена, и материал о Матрёне Вольской в «Летопись» не попал. В 1977 году в Смольки на встречу с Вольской приехала группа бывших детей, участников перехода. Присутствовавший на встрече с Вольской писатель и краевед, также в годы войны воевавший в партизанском соединении «Батя», Леонид Кондратьевич Новиков заинтересовался этой историей, сумел забрать в Москве видеозапись и приехал с ней на Горьковское телевидение. Однако добиться широкого освещения истории Матрёны Вольской ему удалось не сразу, материалов с воспоминаниями ветеранов войны было в избытке, и записью без звука долго никто не интересовался. Лишь летом 1978 года он встретился с заведующей отделом детских и молодёжных передач Горьковского телевидения Натальей Михайловной Дроздовой, которую поведанная бывшим партизаном история так тронула, что она решила сделать о Матрёне Вольской передачу.
К этому времени Матрёна Исаевна была уже тяжело больна, новое интервью с ней записать не удалось, так как из-за развивавшейся эмфиземы лёгких она не могла говорить. Передачу составили на основе рассказов иных участников того перехода: в частности племянницы Матрёны Исаевны Татьяны Плетнёвой, Героя Социалистического Труда Николая Анищенкова, которые подтвердили подлинность истории. Передача вышла в эфир 18 декабря 1978 года, по рассказам родственников, Матрёна Исаевна ещё успела её посмотреть. А 23 декабря она скончалась. Была похоронена на кладбище села Смольки.

## Память

### Книга
Телепередача вызвала большой поток писем в редакцию со всей Горьковской области от участников того перехода. Несколько лет Леонид Новиков занимался обработкой сотен писем с откликами и воспоминаниями, материал из которых в итоге был изложен в книге в жанре художественно-публицистической прозы «Операция „Дети“». Первое издание книги вышло в 1986 году. Авторам удалось передать состояние участников перехода: по воспоминаниям Дроздовой, её неоднократно спрашивали, как авторы сумели так точно описать происходившее, также она отмечала, что очевидцы стали пересказывать свои воспоминания словами из книги. Второе издание книги появилось в 1990 году, а третье — в 1997 году, в новую редакцию книги вошли отзывы участников велопоходов по маршруту 1942 года. Появились в прессе и публикации в прессе иных авторов.

### Велопоходы
Нижегородский общественный деятель, руководитель велоклуба Алексей Чкалов организовал ряд велопоходов для школьников по маршруту колонны с детьми. Такие походы прошли в 1987, 1992, 1997 и 2002 годах. Участников первого похода, среди которых были и ученики из школы в Смольках, сопровождала съёмочная группа горьковского телевидения и Л. К. Новиков. В ходе похода его участники встречались с Варварой Сергеевной Поляковой (Сладковой). Оказалось, что её участие в крупной партизанской операции осталось никак не отмечено государством. Новикову удалось восстановить историческую справедливость, благодаря собранным им документам Варваре Сергеевне присвоили звание ветерана Великой Отечественной войны, наградили орденом.

### Памятники

Памятник Вольской в Городце.

В Смольковской средней школе в начале 1980-х годов был создан музей боевой славы. Начало ему положил бюст Матрёны Исаевны, изваянный её однополчанкой, партизанкой из соединения «Батя», скульптором Л. Ф. Кулаковой. 1 мая 1983 года пионерской дружине Смольковской средней школы было присвоено имя М. И. Вольской. Именем Матрёны Вольской названа улица в селе Смольки.
Идея установки памятника Матрёне Вольской возникала ещё в 1988 году. Как писал Л. К. Новиков: «это будет памятник русскому учителю, жертвовавшему своей жизнью ради детей. Таких памятников ещё нет в стране… Первые добровольные взносы уже поступили на счёт Городецкого горкома ВЛКСМ…». Однако открытие памятника задержалось на много лет. И если в советское время деньги на памятник собирали добровольно, то в 2020 году, по данным нижегородской журналистки Ирины Славиной, деньги собирали фактически принудительно: «работодатели просят написать данное заявление, с указанием суммы не меньше 100 руб.», «Из зарплаты госслужащих вычитают принудительно». По данным журналистки, стоимость изготовления и установки памятника и благоустройства прилегающей территории составила 1,76 млн рублей, из которых 760 тысяч планировалось привлечь из спонсорских средств. Однако спонсоров не нашлось, средства были перечислены из других статей городского бюджета, что позволило начать работы. А целевые средства, собираемые с граждан якобы на установку памятника, фактически будут направлены на пополнение дефицитных статей бюджета: «После сбора целевые средства будут восстановлены на реализацию адресной инвестиционной программы капитальных вложений по Городецкому району на 2019—2021 годы».
Памятник «Матрёне Исаевне Вольской с детьми» работы нижегородского скульптора Сергея Молькова был открыт в Городце 1 сентября 2020 года. Скульптор представил Вольскую самоотверженной и заботливой мамой в окружении беззащитных малышей, хотя в действительности детей младше 10 лет в тот переход просто не брали — слишком тяжёлая и опасная предстояла дорога. Инициаторами установки стали Алексей Чкалов и Наталья Дроздова.
Также на территории национального парка «Смоленское Поозерье» установлено несколько памятных знаков, посвящённых операции «Дети».